# Emma Muscat
Emma Louise Marie Muscat (San Julián, 27 de noviembre de 1999), conocida como Emma Muscat, es una cantautora, modelo y pianista maltesa que saltó a la fama en Italia.

## Biografía
Nacida en Malta en el seno de una familia acomodada, se interesó por la música desde temprana edad. Después de la escuela, decidió inscribirse en la Universidad de Artes Escénicas. En la adolescencia, mostró sus habilidades en el canto, el baile y el uso de instrumentos musicales, especializándose, en particular, en el piano. Además, comenzó a componer tanto la música como el texto de sus canciones.

## Carrera profesional
En 2016, publicó su primer sencillo Alone en su canal de YouTube y, posteriormente, en 2017, lanzó su segundo sencillo Without you.
En 2018, participó en la decimoséptima edición del talent show Amici di Maria De Filippi, logrando acceder a la fase vespertina, donde fue eliminada en semifinales. Tras quedar en cuarto lugar en la categoría de canto, firmó un contrato con Warner Music Italia.
Tras su experiencia en Amici, Emma participó en Isle of MTV 2018 junto a Jason Derulo, Hailee Steinfeld y Sigala. Al año siguiente, volvió a participar con Martin Garrix, Bebe Rexha y Ava Max. Asimismo, en un evento musical en Malta, realizó un dueto con el tenor maltés Joseph Calleja y con Eros Ramazzotti.
El 6 de julio de 2018, lanzó su primer EP titulado Moments, que también contiene los dos sencillos lanzados anteriormente solo en YouTube. Este fue anticipado a través del sencillo I Need Somebody, lanzado el 2 de julio. El 7 de diciembre del mismo año, lanzó su primer álbum de estudio titulado Moments Christmas Edition con versiones de muchos clásicos navideños en su interior.
El 16 de noviembre de 2018, hizo un dueto con el rapero Shade en la canción Figurati noi.
El 26 de abril de 2019, publicó el sencillo Avec moi, con la participación del cantante Biondo. El 14 de noviembre de 2019, se enfrentó al mundo urbano al participar en el remix del exitoso tema Sigarette del rapero Junior Cally. El 10 de diciembre del mismo año, publicó el sencillo Vicolo cieco, tras el lanzamiento del cual declaró en una entrevista que sería el primer extracto oficial de su siguiente disco. El 3 de julio de 2020, junto al rapero Astol, lanzó su sencillo para el verano, Sangria. Esta última es una canción de reguetón con ritmo latino, que alcanzaría un gran éxito al ganar el disco de oro.
El 25 de junio de 2021, vuelve a colaborar con el rapero Astol y el cantautor español Álvaro de Luna, publicando Meglio di sera. Hacia el final del mismo año, lanzó el sencillo Più di te.
Emma Muscat fue confirmada como una de los veintidós artistas participantes en el MESC 2022, el festival de música que se usa para seleccionar al representante de Malta en el Festival de la Canción de Eurovisión, con la canción Out of Sight. En la final del 19 de febrero de 2022, resultó ganadora de la votación del jurado y del televoto, convirtiéndose en la representante nacional en Turín por derecho. Más tarde, el 14 de marzo, lanzó I Am What I Am, el tema con el que finalmente iría al festival europeo.

## Influencias musicales
Sus principales referentes musicales son Alicia Keys y Aretha Franklin.

## Otras actividades
Emma Muscat es modelo de marcas del sector de la belleza como Elvive, KIKO, Pupa, la línea de cabello de L'Oréal y varias líneas de ropa como OVS, Tezenis, Iceberg y Drewandcrew, firmando también varias colecciones.

## Discografía

### Álbumes de estudio
- 2018 – Moments Christmas Edition

### EP
- 2018 – Moments

### Sencillos
- 2018 – I Need Somebody
- 2019 – Avec moi (feat. Biondo)
- 2019 – Vicolo cieco
- 2020 – Sangria (feat. Astol)
- 2021 – Meglio di sera (feat. Álvaro de Luna & Astol)
- 2021 – Più di te
- 2022 - Out of Sight
- 2022 - I Am What I Am
- 2022 - La stessa lingua (feat. Blas Cantó)

### Como artista invitada
- 2018 – Figurati noi (Shade feat. Emma Muscat)
- 2019 – Sigarette RMX (Junior Cally feat. Emma Muscat)